# Poggersdorf
Poggersdorf (szlovénül Pokrče) osztrák mezőváros Karintia Klagenfurtvidéki járásában. 2016 januárjában 3138 lakosa volt.

## Elhelyezkedése

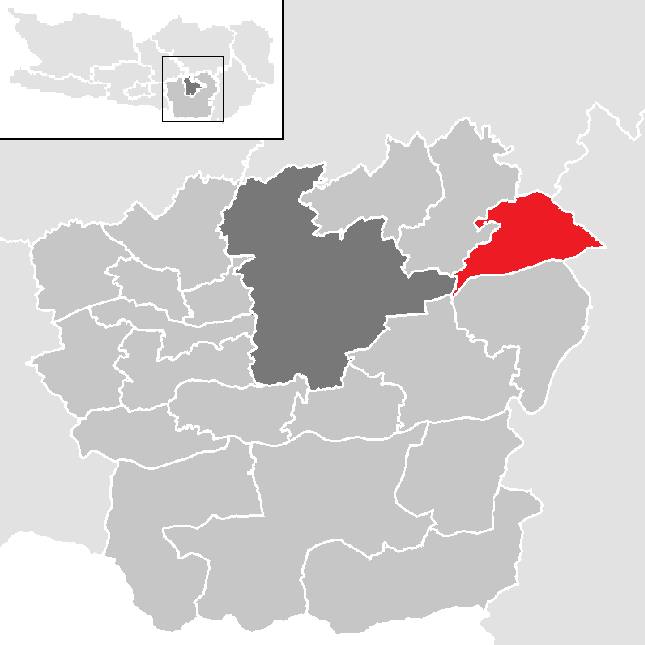
Poggersdorf a Klagenfurtvidéki járásban

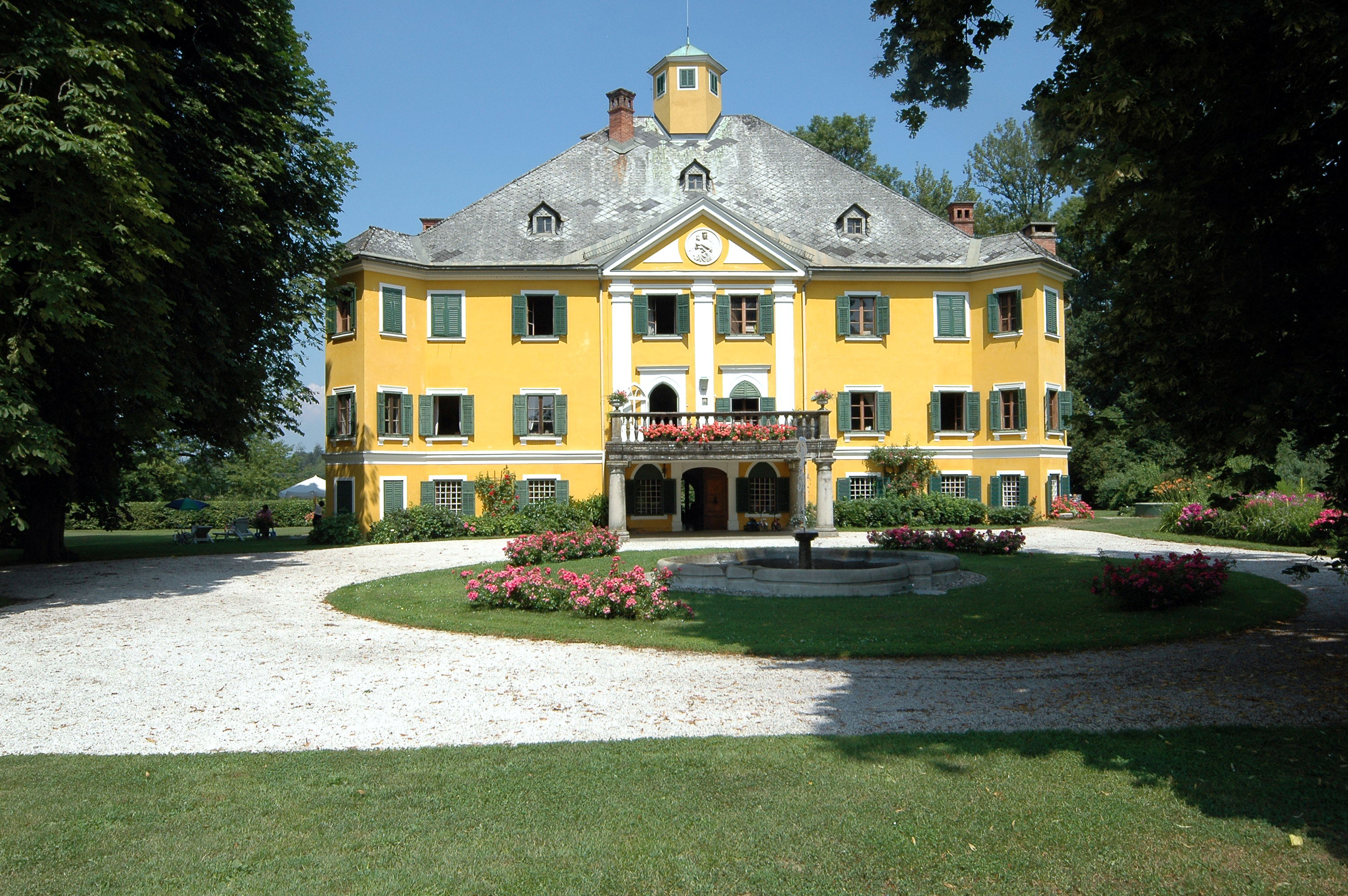
A raini kastély

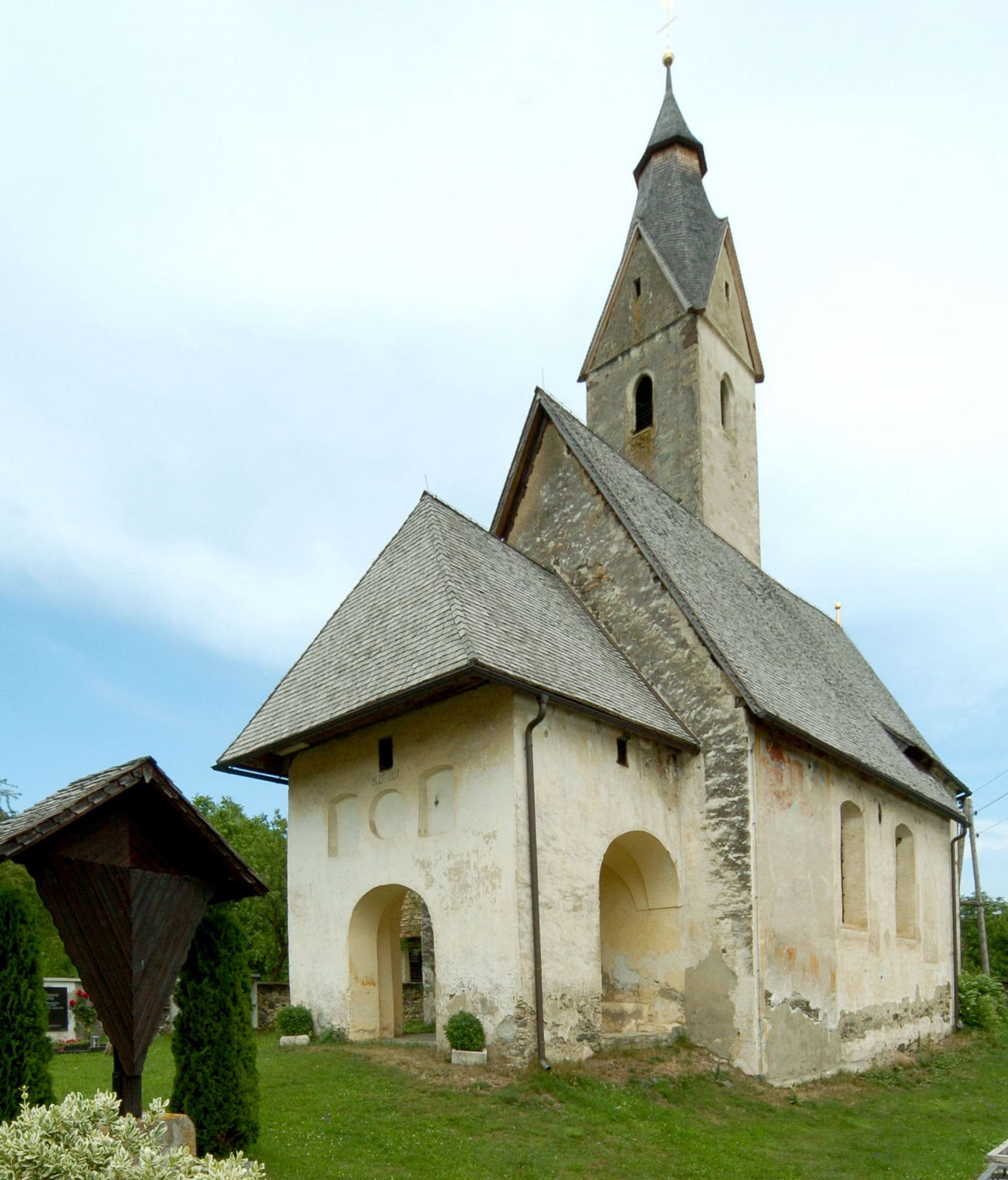
Linsenberg Szt. Egidius-temploma

Poggersdorf Karintia délkeleti részén fekszik a Klagenfurti-medencében, kb. 10 km-re keletre a tartományi székhely Klagenfurttól. Északon és nyugaton a Gurk folyó határolja. Az önkormányzat 24 falut és egyéb településrészt fog össze: Ameisbichl (12 lakos), Annamischl (12), Eibelhof (0), Eiersdorf (105), Erlach (47), Goritschach (20), Haidach (24), Kreuth (16), Kreuzergegend-Ost (53), Kreuzergegend-West (57), Krobathen (9), Lanzendorf (123), Leibsdorf (607), Linsenberg (44), Pischeldorf (12), Poggersdorf (823), Pubersdorf (525), Rain (120), Raunachmoos (0), Sankt Johann (48), Sankt Michael ob der Gurk (86), Ströglach (45), Wabelsdorf (307), Wirtschach (11).
A környező települések: délre Grafenstein, nyugatra Klagenfurt, északnyugatra Magdalensberg, északra Brückl, keletre Völkermarkt.

## Története
A kora középkorban a Klagenfurti-medence volt a szláv karantánok államának egyik központja. Arisztokráciájuk, a németül edlingeknek (Edlinger) nevezett társadalmi réteg a frank hódítás után is fennmaradt és a nemesség és a parasztság között talált jogállást, elismert saját törvényszékével. A rajtuk alapuló földbirtokokból (mint Eibelhof vagy Wutschein) alakultak ki a modern közigazgatás katasztrális községei.
A régió 1850-ig a Maria Saal-i törvényszék alá tartozott. Falvaiból ekkor alakult meg Windisch St. Michael önkormányzata, amely 1896-ban felvette a Poggersdorf nevet. Az 1973-as közigazgatási reform során Hörtendorf egy részét Poggersdorfhoz csatolták. A település 2013-ban mezővárosi jogosultságot kapott.
Poggersdorf története nagy részében mezőgazdaságból élt. Az utóbbi évtizedekben Klagenfurt szomszédsága miatt agglomerációs településsé vált, lakóinak jelentős hányada a tartományi fővárosban dolgozik. 

## Lakossága
A poggersdorfi önkormányzat területén 2016 januárjában 3138 fő élt, ami jelentős gyarapodást jelent a 2001-es 2850 lakoshoz képest. Akkor a helybeliek 97,8%-a volt osztrák állampolgár. 87,5% római katolikusnak, 2,9% evangélikusnak, 0,7% mohamedánnak, 6,2% pedig felekezet nélkülinek vallotta magát. A lakosok 97,1%-ának a német, 1,2%-nak a szlovén, 0,6%-nak a horvát volt az anyanyelve.

## Látnivalók
- Rain kastélya

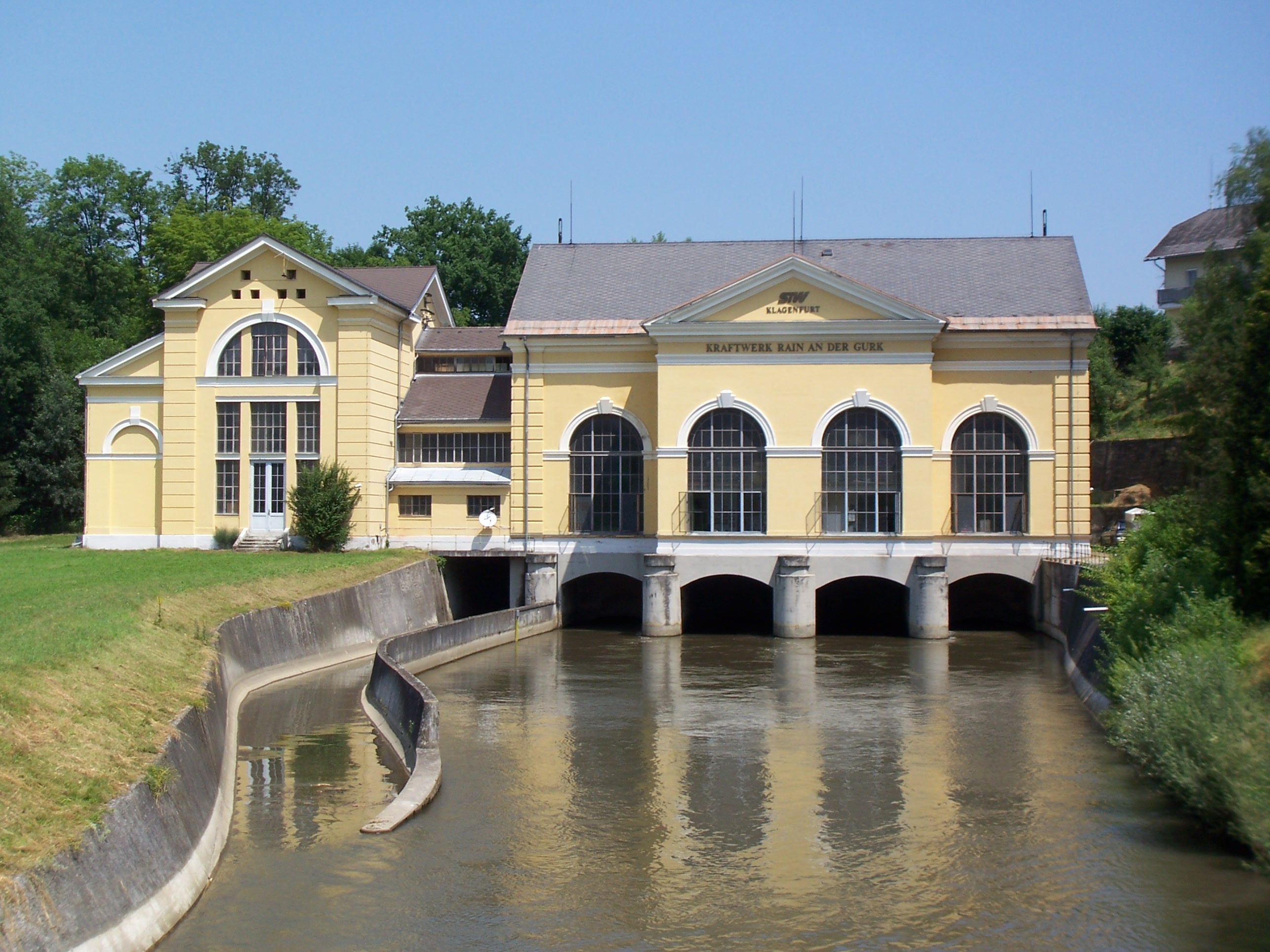
Rain vízierőműve

- Sankt Michael ob der Gurk plébániatemploma
- Poggersdorf plébániatemploma
- Wutschein temploma
- Wabelsdorf temploma
- Eiersdorf temploma
- Linsenberg temploma
- Leibsdorf temploma
- Rain neoklasszicista vízierőműve
- Sankt Michael ob der Gurk nemzetközi meditációs centruma

## Fordítás
- Ez a szócikk részben vagy egészben  a   Poggersdorf című német Wikipédia-szócikk ezen változatának fordításán alapul.  Az eredeti cikk szerkesztőit annak laptörténete sorolja fel. Ez a jelzés csupán a megfogalmazás eredetét és a szerzői jogokat jelzi, nem szolgál a cikkben szereplő információk forrásmegjelöléseként.